# Беленко, Виктор Иванович
Ви́ктор Ива́нович Беле́нко (15 февраля 1947, Нальчик — 24 сентября 2023, Розбад, Иллинойс) — советский лётчик-перебежчик, который 6 сентября 1976 года перелетел в Японию на перехватчике МиГ-25П и передал иностранным властям самолёт со множеством секретной на тот момент аппаратуры на борту. Получил политическое убежище в США, а позже — американское гражданство.

## Биография

### Ранние годы
Родился 15 февраля 1947 года в Нальчике в рабочей семье. После развода родителей в двухлетнем возрасте был брошен матерью и воспитывался у родственников, а затем — у отца с мачехой. В 1965 году окончил среднюю школу с серебряной медалью. До призыва в армию работал на предприятиях Омска и посещал вечернюю школу, где получил направление на учёбу в лётном училище. В течение одного семестра учился в Омском мединституте, одновременно занимался в аэроклубе ДОСААФ.

### Служба в Вооружённых Силах СССР

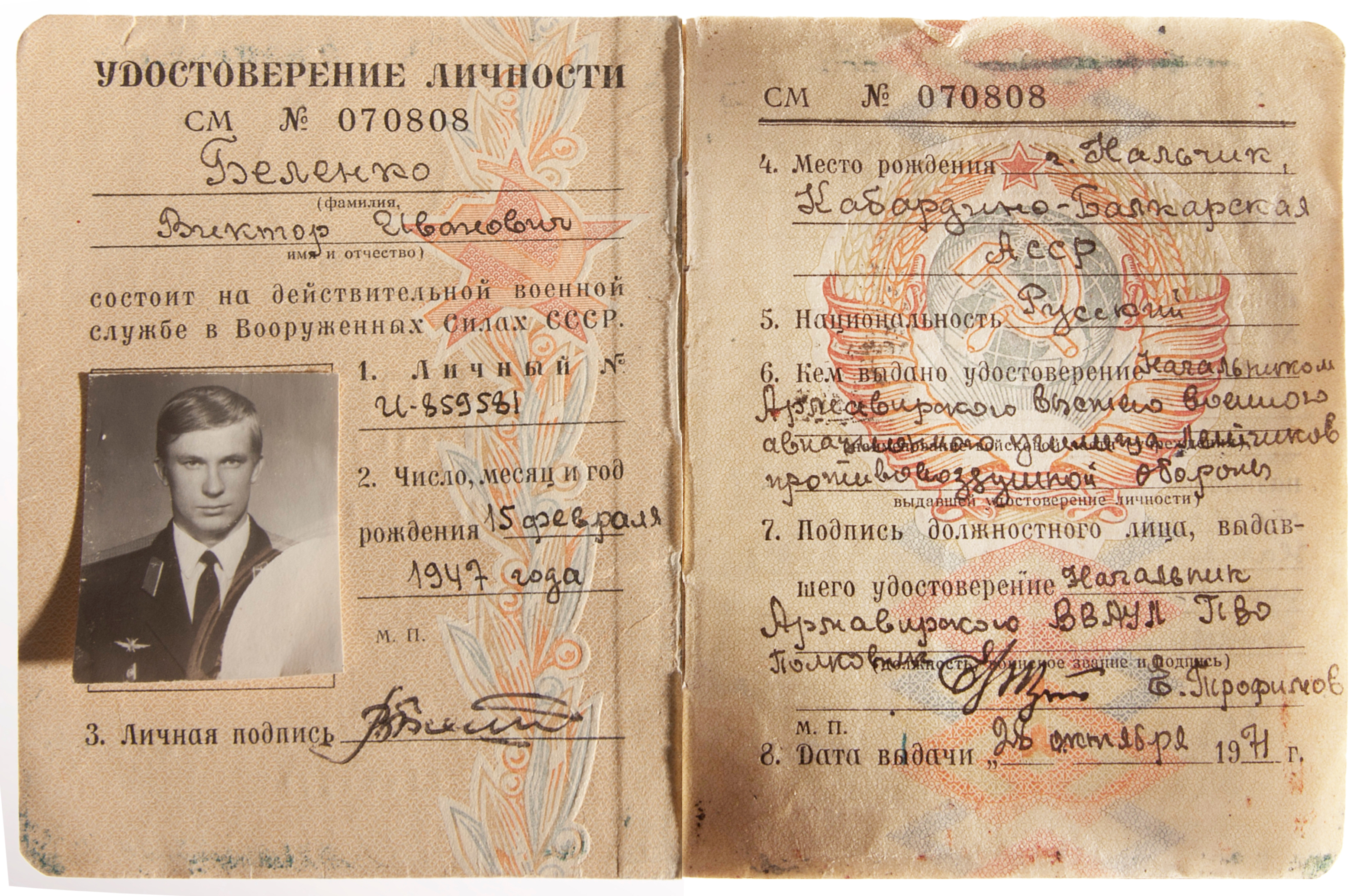
Удостоверение личности Беленко. Хранится в музее ЦРУ

В 1967 году Беленко поступил в Армавирское высшее военное авиационное училище лётчиков противовоздушной обороны, которое окончил в 1971 году. Затем был направлен на службу лётчиком-инструктором в Ставропольское высшее военное авиационное училище лётчиков и штурманов. В служебных характеристиках и аттестациях на всём протяжении службы в армии характеризовался положительно. Член КПСС. Избирался членом комсомольского и партийного бюро. В 1975 году переведён на Дальний Восток (по его желанию) и получил назначение в 530-й истребительный авиационный полк 11-й отдельной армии ПВО (Чугуевский район Приморского края). В должности старшего лётчика летал на истребителе-перехватчике МиГ-25П.

### Побег в Японию
6 сентября 1976 года в 6:45 Виктор Беленко вылетел с аэродрома Соколовка (возле села Соколовка, рядом с райцентром Чугуевка) для выполнения полётного упражнения. В 7:40 истребитель перелетел советско-японскую границу. В 9:15 японское радио передало, что самолёт МиГ-25П (бортовой номер «31»), пилотируемый советским лётчиком Беленко, совершил посадку в аэропорту Хакодате (остров Хоккайдо). Впоследствии японскими властями было сделано официальное уведомление, что Беленко попросил политического убежища. 9 сентября он был вывезен в США. Самолёт был разобран, подвергнут детальному изучению японскими и американскими специалистами и возвращён в СССР 15 ноября 1976 года (Беленко протестовал против возвращения самолёта, советуя американцам оставить его для изучения ещё на пару лет). Самолёт был снова собран, но к полётам не допущен и использовался в качестве учебного пособия в Даугавпилсском высшем военном авиационном инженерном училище ПВО им. Яна Фабрициуса.

#### Полёт
После отставания от ведущего пары Беленко снизился до высоты примерно 30 метров, что позволило ему избежать обнаружения как советскими, так и японскими радарами. Углубившись в воздушное пространство Японии, Беленко поднялся на высоту около 6000 м и был засечён японскими средствами ПВО; связаться с Беленко японцам не удалось, поскольку рация МиГ-25 была настроена на другую частоту. На перехват неизвестного нарушителя были подняты истребители, однако к моменту их появления Беленко вновь снизился и пропал с радаров. Беленко планировал совершить посадку на авиабазе Титосе, но из-за недостатка топлива был вынужден садиться на ближайшем аэродроме, которым оказался Хакодате.
Из-за недостаточной длины ВПП Хакодате МиГ-25 выкатился за пределы полосы и приблизился к границе территории аэропорта. Выбравшись из кабины, Беленко произвёл два предупредительных выстрела из пистолета — автомобилисты на близлежащей автостраде фотографировали происходящее.

#### Реакция властей

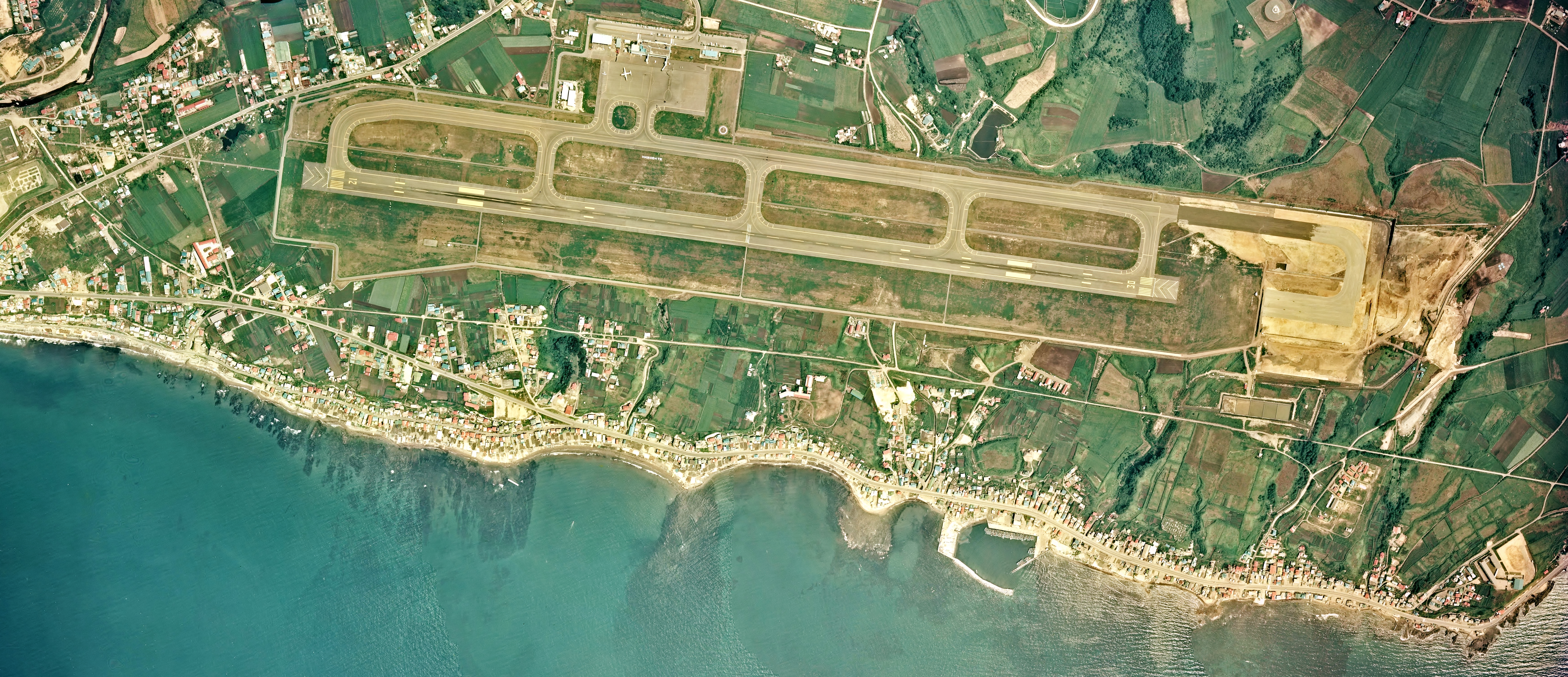
Аэропорт Хакодате с воздуха, 1976 год

28 сентября 1976 года в 12:05 по московскому времени ТАСС распространило пресс-релиз с текстом официальной реакции МИД СССР по поводу инцидента, где утверждалось, что, во-первых, В. И. Беленко совершил «вынужденную» посадку на аэродроме Хакодате, во-вторых, он был «вывезен» в США против своей воли, в-третьих, действия японской стороны в отношении как самолёта, так и пилота нельзя квалифицировать иначе как «недружественными» по отношению к СССР и «противоречащими нормам международного права». Двадцатью минутами позже вышел уточняющий материал ТАСС, в котором посадка Беленко в Хакодате описывалась как сделанная «при невыясненных обстоятельствах», публикации в западной прессе о том, что перелёт Беленко был преднамеренным, а не вынужденным, назывались «кампанией пропаганды», предположения на тему, что полёт Беленко, по всей вероятности, был побегом, названы «лживыми», официальный представитель МИД СССР Лев Крылов заявил: «Всё это ложь, от начала и до конца». Также Крылов заявил о том, что многочисленные требования СССР о встрече советских дипломатов с Беленко встречали отказ японской стороны без объяснения причин, а когда они наконец устроили такую встречу 9 сентября, то сделали всё, чтобы помешать советскому представителю побеседовать с Беленко наедине.
28 сентября в Москве состоялась пресс-конференция, на которую были привезены жена пилота Л. П. Беленко и его мачеха Л. С. Беленко, которые слёзно просили его вернуться. Жена, в частности, заявила журналистам, что он «будет помилован, даже если допустил ошибку». В подтверждение этого представитель МИД СССР Лев Крылов сообщил, что «соответствующие официальные гарантии были даны компетентными советскими органами», назвав действия американских властей «равнозначными насильственному разделению семьи Беленко». Кроме того, и жена, и мачеха Беленко единогласно заявили, что он «патриот советской родины», назвав его «любящим мужем и сыном». Их заявления были растиражированы всеми официальными советскими печатными органами, а также по радио и телевизионным каналам СССР за рубежом в расчёте на то, что вести об этом дойдут до перебежчика. В тот же день советское правительство пригрозило Японии далеко идущими последствиями за несвоевременный возврат самолёта и начались переговоры между советской делегацией во главе с министром иностранных дел СССР Андреем Громыко и министром иностранных дел Японии Дзэнтаро Косакой. Громыко потребовал незамедлительного возврата самолёта и пилота (который к тому времени уже находился в США), на что Косака ответил, что японская сторона готова к переговорам о возвращении самолёта, для этого он попросил посла СССР в Японии Дмитрия Полянского связаться с МИД Японии. По состоянию на конец сентября официальная версия инцидента в советской прессе не изменилась: «Старший лейтенант Беленко совершил вынужденную посадку на Хоккайдо из-за нехватки топлива, был преступно похищен японскими властями под диктовку Вашингтона». Между тем ещё 19 сентября директор Центральной разведки Джордж Буш-старший назвал инцидент «побегом» и «крупной разведывательной удачей», сообщив попутно, что работа сотрудников американской разведки с перебежчиком идёт успешно.
5 октября Председатель Комитета Палаты представителей по иностранным делам и Комиссии по безопасности и сотрудничеству в Европе Конгресса США Данте Фасцелл получил письмо за подписью жены и мачехи Беленко, в котором его просили оказать содействие в «возвращении Виктора домой». Письмо аналогичного содержания было направлено в тот же день на имя Президента США Джеральда Форда, где помимо прочего от имени этих двух женщин его просили помочь в установлении контакта с В. И. Беленко по телефону, но не для них, а для сотрудников Посольства СССР в США.

#### Расследование
В целях всестороннего изучения его личности были допрошены 116 человек из числа родственников и сослуживцев. Собраны данные о состоянии здоровья, взаимоотношениях с командованием и в семье, морально-политических качествах, отношении к советской действительности. При этом данных об изменнических намерениях не поступало. Не было отмечено, чтобы он интересовался уровнем жизни на Западе, в частности американским.
Со слов жены, передач зарубежных радиостанций не слушал сам и не разрешал слушать ей. Запретил переписываться со школьной подругой, которая вышла замуж за иностранца и проживала в Италии.
Вместе с тем стало известно, что Беленко однажды высказал недовольство условиями жизни лётного состава, нерегламентированным рабочим днём, частой отменой выходных. При этом он говорил, что американские лётчики заняты по службе меньше. Не были подтверждены распространяемые предположения о том, что Беленко до побега был завербован американской разведкой.
Полученные в ходе оперативного расследования данные в своей совокупности не давали оснований полагать, что Беленко совершил перелёт за границу, руководствуясь корыстными побуждениями. О себе самом он впоследствии говорил, что ставил политические мотивы во главу угла.
|                                                           | Вопрос: Когда вы были лётчиком-истребителем в [Советской] России, вы, должно быть, жили лучше, чем обыкновенный рабочий. Что пробудило в вас желание покинуть Россию, когда вы ещё не знали, какие вас ожидают условия жизни в США? Беленко: Советская пропаганда в то время изображала вас [американцев] как дефективное гнилое общество, которое вот-вот развалится на куски, нет, уже развалилось, без каких-либо человеческих прав и так далее. Но у меня на уме были вопросы по этому поводу, сразу несколько. Вопрос: Что заставило вас усомниться [в системе]? Беленко: Я человек очень практичный, «технарь». Предпочитаю быть в глуши в одиночестве со швейцарским ножом и спичками, нежели иметь с собой неподъёмные излишки и огромную толпу под боком. Когда тебе доверено очень высокотехнологичное оборудование, у тебя волей-неволей вырабатывается специфичное отношение к жизни, — справишься — живи и радуйся, «напортачишь» и умрёшь. Ты не можешь использовать идеологию для практических нужд или уподобиться американским юристам, которые своей риторикой могут выкрутиться из любой ситуации. Поэтому я засомневался в советской системе на основе своих технических знаний. Я сказал себе: Хорошо, раз в США так плохо, как же они отправили человека на Луну и обратно? Русские могли отправить людей на Луну только в один конец. Если в США настолько всё плохо, как у них выходит производить лучшие истребители в мире? Если США уже развалились, откуда у них столько нобелевских лауреатов, больше чем дало прогрессивное коммунистическое общество? Тогда я не мог задать эти вопросы кому-либо. Если бы я это сделал в то время, в конце 1960-х, я бы оказался в психиатрическом учреждении. Поэтому я сам сделал вывод, что Соединённые Штаты не так уж плохи. |  | Q: When you were a fighter pilot, in Russia, you must have been living better than the common worker. What made you want to leave Russia when you did not know what the conditions in the U.S. were really like? Belenko: Soviet propaganda at that time portrayed you as a spoiled rotten society which has fallen apart, no human rights and so forth. But I had questions in my mind, a few of them. Q: What made you question? Belenko: Because I am very practical, technically oriented, person. I love to be in wilderness alone with Swiss army knife and matches rather than have a huge surplus and a huge crowd. When you’re around very sophisticated equipment you have this honest trait-do it right and enjoy, do it wrong and die. You cannot use ideology to survive, or be like American lawyers who can talk themselves out of any situation. So I questioned the Soviet system by using my technological knowledge. I said okay U.S. is so bad how come they send man on the moon and bring him back? (Russians could send men on the moon in only one way.) If U.S. is so bad how come they’re building best fighters in the world? If U.S. is fallen apart how come they have more Nobel Prize winners than progressive communist society? At same time I could not ask anyone those questions. If I had, at that time (in late 1960s), I would have ended up in mental institution. So I made my conclusion that U. S. is not that bad. |  |
| Karen Reedstrom’s interview with Viktor Belenko (excerpt) | |  | |  |

Допуск к полётам оказался лишь дополнительным стимулом к бегству за рубеж и определил его непосредственный способ. Приблизительно за год до побега у Беленко была беседа со случайным попутчиком, который поделился с ним вслух рассуждением, что американцы, вероятно, отдали бы кучу денег, чтобы заполучить в свои руки МиГ-25. Поначалу Виктор не придал разговору значения, но через несколько месяцев у него появился план. Его налёт на МиГ-25 перед побегом составил 30 лётных часов.

#### Версия вынужденной посадки

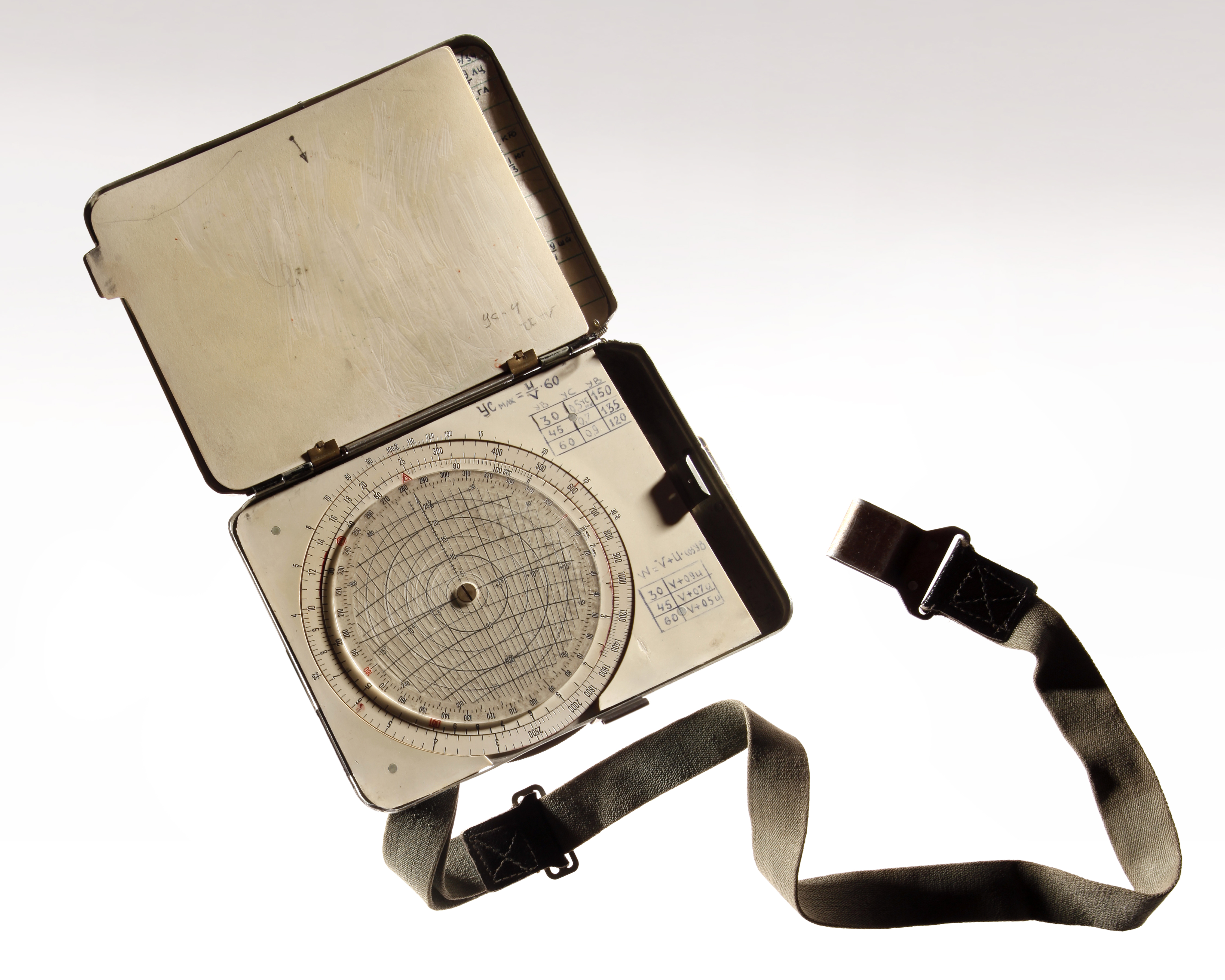
Наколенный планшет лётчика, НПЛ 1976 года в музее ЦРУ

Глубокой проработке были подвергнуты вопросы, связанные с возможностью вынужденной посадки Беленко в Японии. Для этого имелись веские основания. Он имел достаточно высокую теоретическую подготовку и, как лётчик, достаточный уровень лётной тренированности на самолёте МиГ-25П, чтобы быть подвергнутым вынужденной посадке. Об этом говорит тот факт, что вылет осуществлялся из состава дежурных сил на перехват контрольной цели, следовавшей курсом в районе береговой черты (между Находкой и Владивостоком).

#### Версия побега
С другой стороны, заключения специалистов, объективные данные приборов, выводы о техническом состоянии систем и аппаратуры самолёта свидетельствовали о том, что вынужденная посадка МиГ-25П в Японии была маловероятной. Полёт совершался в простых метеоусловиях. Береговая линия со всех высот просматривалась отчётливо. Лётчик мог видеть солнце и ориентироваться по нему.
По заключению ГНИКИ ВВС, исследовавшего объективные данные системы автоматической регистрации параметров полёта (САРПП), возвращённой японцами вместе с самолётом, Беленко практически держал прямой курс на остров Хоккайдо и не делал никаких разворотов. Экспертизой подтверждено, что плёнка САРПП принадлежала его самолёту.
Кроме того, пользуясь попустительством механика, Беленко заправил полные баки самолёта, вместо дозволенных половины, мотивируя, что полетает чуть дольше и чтобы дважды не заправляться.
Определённую роль сыграли просчёты в организации ПВО береговой линии и зон ответственности, закреплённых за частями и соединениями зенитно-ракетных войск, ввиду чего Беленко удалось успешно преодолеть опасный участок маршрута полёта, не заходя на длительное время в зону поражения советских ЗРК. Кроме того, формирование новой линии подчинённости радиотехнических и зенитно-ракетных войск (РТВ ПВО и ЗРВ ПВО) и связанная с этим бюрократия не позволили оперативно принять решение о ликвидации самолёта во время полёта. Самолёт, по утверждению начальника РЛС, исчез с экрана радара за сопкой. Через 15 секунд об этом было доложено командному составу. Далее по старшинству вплоть до министра обороны СССР.
Системой САРПП также зарегистрировано, что Беленко ушёл из учебной зоны в сторону моря, резко снизившись до отметки менее 50 м. На этой высоте он летел над морской поверхностью от береговой черты СССР примерно 130 км. Такие действия пилота, по мнению специалистов, могли свидетельствовать о его стремлении уйти от радиолокационного сопровождения.
Личные документы Беленко (свидетельство лётчика-инструктора 1-го класса, аттестат зрелости, диплом об окончании военного училища, свидетельство о рождении) среди его вещей и у родственников не обнаружены, хотя, по сообщению жены, они находились в их квартире. В сообщении иностранной прессы отмечалось, что Беленко возвращены изъятые у него при задержании полицией документы, среди которых находится свидетельство о рождении. Можно полагать, что все эти документы Беленко взял с собой.

#### Возможные причины побега
Всестороннее изучение личности Беленко, его поведения на службе и в быту показало, что у него неоднократно складывались острые конфликтные ситуации с командованием. Так, в период службы в Ставропольском авиационном училище он выражал настойчивое желание уйти с инструкторской работы и в связи с этим изыскивал различные возможности для перевода в боевой полк. Однако эти попытки успеха не имели, так как командование, как правило, лётчиков-инструкторов из училища в войска не отпускало. По этой причине он стал проявлять недовольство и резко обострил отношения с командирами. В 1975 году обратился с рапортом к начальнику училища с просьбой уволить его из Советской армии, мотивируя это тем, что не желает служить с командирами, которые постоянно злоупотребляют спиртными напитками.
За первые полгода службы на новом месте Беленко зарекомендовал себя с положительной стороны, успешно прошёл курс переподготовки на новом для него типе самолёта МиГ-25П, был назначен исполняющим обязанности начальника штаба эскадрильи, избран заместителем секретаря партийного бюро эскадрильи. К служебным обязанностям относился добросовестно. Недовольства своим положением или неустроенностью не высказывал.
Примерно с июля 1976 года стали замечаться странности в его поведении. Он стал нервозным, взвинченным. Болезненно переживал задержку с присвоением очередного воинского звания капитан и назначением на обещанную при переводе должность начальника штаба эскадрильи.
6 сентября, несмотря на конфликтную ситуацию, он был включён в плановые полёты и прибыл на аэродром. Когда он направлялся к боевому самолёту для совершения полёта, один из лётчиков[кто именно?] обратил внимание, что Беленко был бледен, на лице и шее выступили красные пятна. После посадки в кабину, находясь в состоянии нервного возбуждения, дрожащими руками долго не мог присоединить фишку радиостанции и смог сделать это только с помощью техника.
Материалы следствия свидетельствовали о том, что у Беленко действительно имелись основания быть недовольным своим служебным положением. Срок выслуги в воинском звании старший лейтенант у него закончился 10 января 1976 года, однако до сентября звание капитан из-за нерасторопности командования он не получил (обычно массовое присвоение очередных званий советским военнослужащим происходило либо ко Дню Советской армии и Военно-морского флота в феврале, либо ко Дню Великой Октябрьской социалистической революции в ноябре). Обещанная должность начальника штаба эскадрильи давала ему право на поступление в академию, куда он очень стремился.
По словам Беленко, его вдохновил на побег прочитанный им ещё в детстве исторический роман «Спартак» Говарда Фаста.
Сам о причинах побега он сообщил следующее:
|                                                           | Вопрос: Как долго вы планировали свой побег, и что включало в себя планирование? Беленко: Что касается эволюции моих взглядов и принятия решения бежать, я не могу назвать точного времени. Я принял это решение в связи с недовольством этой страной. Я старался изо всех сил. Я был одним из их лучших пилотов-истребителей. Когда я был молод, то был увлечён идеями социализма и коммунизма, — они были очень привлекательны, потому что сулили полную занятость, бесплатное образование, бесплатную медицинскую помощь, хорошую пенсию, бесплатный уход за детьми и так далее. Но позже я обнаружил, что эти идеи служили только коммунистической номенклатуре, а остальное население было фактически рабами. Я сделал вывод, что не могу изменить эту систему. Система настолько велика, что я не могу её изменить, как и существовать внутри неё нормальным человеком. Лучшим выходом для меня было «развестись» с этой системой. Я был лётчиком-истребителем, но это не имело никакого отношения к моему решению бежать. Если бы я не был лётчиком, я все равно нашёл бы способ убежать из этого концентрационного лагеря. Даже сегодня [1996], со всеми лозунгами и всеми свободами, эта страна по-прежнему остаётся закрытым обществом. Мне потребовалось длительное время, чтобы принять решение, но окончательное решение я принял за месяц до бегства, и когда его принял — был очень доволен собой! Я чувствовал, как шагаю на вершине облаков. Я чувствовал себя свободным. Но для достижения своей цели мне требовались хорошая погода в Японии и полные баки топлива, и потребовался месяц, чтобы свести вместе эти два компонента. В течение этого месяца я выполнял свои обязанности так хорошо, что мои командиры были готовы меня повысить. Но 6 сентября 1976 года все компоненты сложились в целое. Кстати, я не «крал» самолёт. У меня было диспетчерское разрешение на вылет. Я просто немного изменил план полёта в воздухе. |  | Q: How long did you plan your escape, and what did it involve? Belenko: In terms of the evolution of my thoughts and making the conclusion to escape I do not have a precise time. I did make that decision based on my dissatisfaction with that country. I tried to do my best. I was one of their best fighter pilots. When I was young I was possessed by socialist and communist ideas which are very appealing because they promise full employment, free education, free medical care, good retirement, free child care, and so on. But later I discovered that those ideas were serving only a very small number of Communist nomenclatura, and the rest of the people were basically slaves. I made my conclusion that I could not change that system. The system is so big that there's no way I could change it or exist inside of it as a normal human being. For me, it was the best thing to divorce myself from that system. I was a fighter pilot, but that had nothing to do with my decision to escape. If I had not been a fighter pilot, I would still have found way to escape from that concentration camp. Even today, with all the slogans and all the freedoms, that country is still a closed society. It took me a while to build the critical mass in my mind to make that decision, but the final decision I made a month before my escape, and when I made that decision I felt so good about myself! I felt like I was walking on the top of clouds. I felt free. But for me to achieve my objective I must have good weather in Japan and 100% fuel, and it took one month to have those two components in place. During that month I performed my duties so well that my commanding officers were ready to promote me. But on September 6, 1976 all components were in place. By the way, I did not steal the airplane. I had clearances. I just changed my flight plans slightly in the air. |  |
| Karen Reedstrom’s interview with Viktor Belenko (excerpt) | |  | |  |

#### Результат расследования
Советскому послу Беленко сразу заявил о добровольном перелёте, к моменту передачи самолёта в СССР Беленко уже переехал в США. Попыток воссоединиться/связаться со своей прежней семьёй, в отличие от некоторых иных перебежчиков, не делал. Заходы к нему от имени его родственников, осуществлявшиеся органами советской разведки с целью установления его текущего местонахождения, он игнорировал (сотрудники советской разведки, очевидно, рассчитывали сыграть на его семейных чувствах, не зная об истинном положении дел в его отношениях с супругой). О своей жене он сказал, что ненавидит её, с мачехой отношения у него были весьма прохладные, а своего трёхлетнего сына Дмитрия последний раз он видел перед тем, как тёща забрала того к себе «на воспитание».

### Жизнь в США
О том, почему он выбрал именно США, Беленко сообщил, что перед побегом размышлял над выбором страны — пункта назначения для себя:
|                                                           | Вопрос: Почему вы выбрали именно США, а не другую страну? Беленко: В средней школе мы изучали историю Соединённых Штатов. Я считал Соединённые Штаты страной иммигрантов, а также провёл собственный анализ достижений этой страны. Я сделал вывод, что США были и остаются лучшей страной в мире. Но в то же время у меня не было чёткого представления о США. Вопрос: После вашего прибытия, что для Вас было самым трудным для понимания в США? Беленко: После моего приезда самое сложное для постижения для меня была свобода выбора. Когда вы живёте в закрытом обществе и правительство принимает решения, где вам жить, чем вам заниматься и даже где вам умирать, очень трудно постичь свободу выбора. Те люди в США, которые проводят много лет в тюрьме, испытывают трудности после освобождения. Но когда я всё-таки открыл для себя свободу выбора в США, это стало лучшей частью моей жизни. |  | Q: Why did you choose the U.S. over other countries? Belenko: We studied, in high school, the history of the United States. I considered United States as country of immigrants, and also because of my analytical conclusion of achievements in that country. I made my conclusion that U.S. was still the best country in the world. Yet at same time I did not have clear picture of U.S. Q: After your arrival what was the hardest thing for you to understand in the USA? Belenko: After my arrival, the hardest thing for me to understand was freedom of choice. When you are in a closed society and the government is making decision where you live, what you do for a living, and even where you die, it is very hard to understand freedom of choice. Those people who spend many years in U.S. in jail have a hard time after their release. But when I discovered the freedom of choice in the U.S. it became the best part of my life today. |  |
| Karen Reedstrom’s interview with Viktor Belenko (excerpt) | |  | |  |

9 сентября 1976 года, менее чем через 3 суток после перелёта, Беленко получил разрешение на постоянное проживание в США. Вскоре после прибытия Беленко получил политическое убежище в США. Разрешение на предоставление гражданства подписал лично президент Джимми Картер.
14 октября 1980 года Закон № 96-62 «О предоставлении Виктору Ивановичу Беленко гражданства США» был принят Конгрессом США.
Беленко работал инженером по аэрокосмической технике и консультировал ВВС США. Его удостоверение личности и полётный журнал хранятся в музее ЦРУ в Вашингтоне.

#### Первые месяцы после прибытия
Во время одной из поездок Беленко по близлежащей Виргинии с тремя русскоговорящими компаньонами, когда владелец придорожного ресторана греческой кухни «Nick’s Seafood Pavilion» в Йорктауне узнал, что в зале советский лётчик, он явился лично, чтобы обслужить гостя, принял заказ на $75 и заявил посетителям за столиком, что советских лётчиков заведение угощает бесплатно, — Беленко не поверил и решил, что это очередная постановка ЦРУ.
|                                                           | Беленко: В то время [накануне бегства] у меня не было чёткого представления об американском обществе. И когда я приехал в США, я вёл себя как пришелец из космоса, из-за чего оказывался в очень забавных ситуациях. Американцы смеялись надо мной. Я вёл себя похлеще, чем Морк в «Морке и Минди» [инопланетянин в исполнении Робина Уильямса, прибывший на Землю для исследования человечества]. Вопрос: Например. Беленко: Ну, для начала — американский супермаркет, мой первый визит туда был под наблюдением ЦРУ, и я решил, что всё было подстроено. Я не верил, что супермаркет был настоящим. Я думал, раз я необычный гость, они, вероятно, выгнали всех оттуда. Это такое красивое, большое место с невероятным количеством продукции и без длиннющих очередей! В России ты привыкаешь к длинным очередям. Но позже, когда я обнаружил, что супермаркет был реальным, мне стало по-настоящему весело исследовать новые продукты. Я стал каждый день покупать какую-то новую вещь и пытался выяснить её функцию. В России в то время, и даже сегодня [1996], трудно найти консервы, хорошие консервы. Поэтому каждый день я покупал новые консервы с разной пищей. Однажды я купил консервы, на которых было написано «обед». Я приготовил их с картошкой, луком и чесноком — было очень вкусно. На следующее утро мои друзья спрашивают меня: «Виктор, ты что, завёл кота?». Оказалось, это были кошачьи консервы на куриной основе. Но это было вкусно! Это было куда вкуснее, чем даже консервы для людей в России нынешней. И я это проверил. В прошлом году [1995] я привёз четырёх человек из России для коммерческого проекта и провёл с ними эксперимент. Я купил крекеры, — пищу для человека, — и намазал их паштетом, а это уже был кошачий корм. Они это съели и им понравилось. Так что вкус [советских и российских консервов] не изменился. Кстати, для тех, кто не знаком с американским кошачьим кормом, он абсолютно безвреден. Это очень вкусно, а подчас даже лучше, чем человеческая пища, — благодаря Гуманному обществу США. |  | Belenko: At same time I did not have a clear picture of American society. And when I came to U.S. I behaved like someone from outer space. I put myself in very funny situations. Americans were laughing at me. I behaved worse than Mork in "Mork and Mindy". Q: Like what did you do, for example? Belenko: First of all American super-market, my first visit was under CIA supervision, and I thought it was set-up; I did not believe super-market was real one. I thought well I was unusual guest; they probably kicked everyone out. It’s such a nice, big place with incredible amount of produce, and no long lines! You’re accustomed to long lines in Russia. But later, when I discovered super-market was real one, I had real fun exploring new products. I would buy, everyday, a new thing and try to figure out its function. In Russia at that time (and even today) it’s hard to find canned food, good one. But everyday I would buy new cans with different food. Once I bought a can which said "dinner." I cooked it with potatoes, onions, and garlic-it was delicious. Next morning my friends ask me, "Viktor, did you buy a cat?" It was a can of chicken-based cat food. But it was delicious! It was better than canned food for people in Russia today. And I did test it. Last year I brought four people from Russia for commercial project, and I set them up. I bought nibble sized human food. I installed a pâté, and it was cat food. I put it on crackers. And they did consume it, and they liked it. So the taste has not changed. By the way, for those who are not familiar with American cat food. It’s very safe; it’s delicious, and sometimes it’s better than human food, because of the Humane Society. |  |
| Karen Reedstrom’s interview with Viktor Belenko (excerpt) | |  | |  |

Для адаптации Беленко, который до этого никогда не видел американских шопинг-моллов и об Америке мог судить только по публикациям в советской печати, повествовавших о нищенском существовании американского пролетариата в трущобах, на новом месте жительства шефство над ним попросили взять отставного полковника авиации Джорджа Уиша (George W. Wish) с которым они, несмотря на разницу в возрасте и в звании, подружились и вместе ездили в Лас-Вегас играть в азартные игры.

#### Знакомство с организацией службы и бытом военнослужащих американской военной авиации

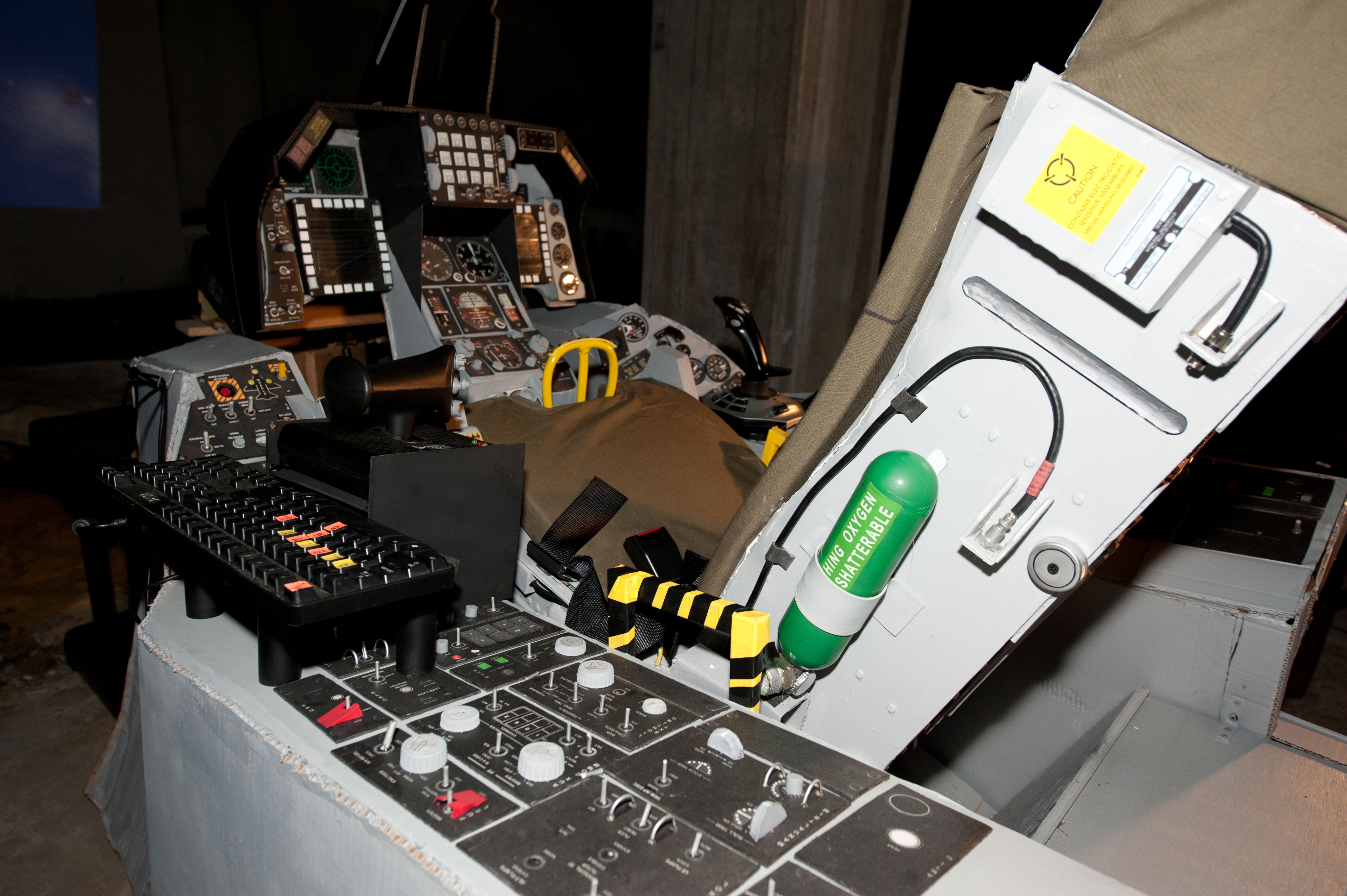
Тактический авиационный тренажёр истребителя F-16 на авиабазе «Лэнгли»

Вскоре после побега Беленко заявил американцам, что готов сотрудничать с ними, а в обмен на это хочет только две вещи: побывать на американской авиабазе и на борту авианосца, но с условием, не на образцово-показательных, а первых попавшихся, — в нём играло любопытство, ему хотелось выяснить для себя истинное положение дел в американских авиационных частях и сопоставить увиденное с тем, что ему было известно на эту тему из политзанятий от лекторов-пропагандистов. Его пожелания вскоре исполнились. В конце 1976 года он посетил авиабазу ВВС Лэнгли. В Лэнгли ему устроили отработку навыков пилотирования американских боевых самолётов на авиационном тренажёре пилотов, на котором в момент его прибытия заканчивали занятия 2 сержанта технического состава, которые были операторами тренажёра для посетителей. Беленко был весьма удивлён увиденным и сказал своим спутникам, что в СССР авиатренажёры существуют не для подготовки пилотов, а для очковтирательства, с такого рода техники «сдувают пыль», а к такому тренажёру обязательно приставили бы двух полковников и гражданского кандидата наук, и никого к нему не подпускали даже близко. Во время его пребывания на авиабазе его весьма поразила неформальность в отношениях рядового и сержантского состава с офицерами, что, по его словам, было невозможным в СССР. Побывав в коттеджном посёлке авиабазы, в домах расквартировки рядового состава вместе с семьями, он отметил, что рядовой состав советских частей на дальневосточных авиабазах обитает в казармах за колючей проволокой, по 50-60 человек в одном бараке, а о встрече их с членами семей даже речи не было. Частота случаев самоубийств и дезертирств при такой организации службы зашкаливала и, по его словам, доходила до 5 случаев или попыток самоубийства в месяц среди рядового состава его полка. Кроме того, в Лэнгли ему продемонстрировали подборку технических снимков внутреннего устройства МиГ-25 с различных ракурсов, устройства оборудования самолёта, которое было для него загадкой и тщательно скрывалось от советских лётчиков. Уезжая с авиабазы, он поделился мыслями вслух со своими спутниками:
Если бы в моём полку поглядели хоть пять минут на то, что я видел сегодня, началась бы революция.
Оригинальный текст (англ.)If my regiment could see five minutes of what I saw today there would be a revolution.

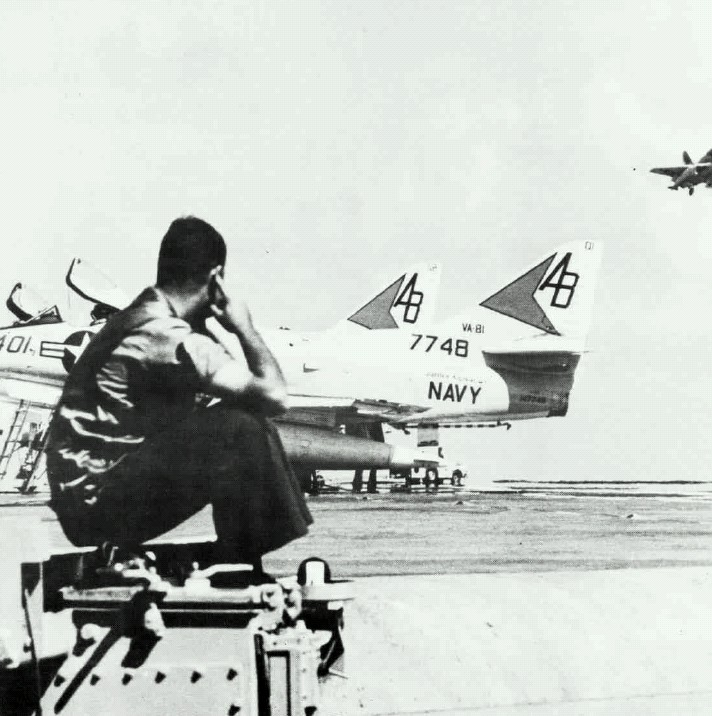
Вид с палубы авианосца «Джон Кеннеди» на заходящие на посадку самолёты

Затем Беленко съездил на рыбалку на горное озеро в Аппалачах, а в январе 1977 года посетил авианосец «Джон Кеннеди», находившийся на якорной стоянке на рейде военно-морской базы Норфолк. На борту корабля ему устроили встречу с рядовыми американскими матросами и лётчиками палубной авиации флота, пригласили отведать морской паёк в корабельной столовой. Для лётного состава его пригласили провести инструктаж на предмет последовательности действий при встрече с советской боевой авиацией — американские лётчики высоко оценили его высокую лётную квалификацию и высокий профессионализм вообще. На борту авианосца он попросил сводить его в корабельный карцер, чтобы посмотреть на быт военнослужащих, отбывающих наказание за дисциплинарные проступки. Его удивило, что провинившиеся матросы размещаются не на шконках, а на кроватях, и питаются не сухарями.
По свидетельству начальника курсов подготовки лётных инструкторов истребительно-бомбардировочной авиации ВМС США контр-адмирала Роджера Бокса (Roger E. Box), Беленко был настолько заворожен зрелищем взлёта-посадки самолётов вкупе со слаженной работой технического состава на палубе авианосца, что отказался от предложения спуститься на ночь в каюту — он решил провести ночь прямо на палубе, наблюдая за лётным процессом в ночное время. Покидая корабль, он признался офицерам ВМС, что сперва подозревал их в том, что всё увиденное было подстроено специально для него, но после того, как сутки подряд он наблюдал, как днём и ночью взлетали и садились самолёты, он решил, что это было бы слишком сложно — организовать такое авиашоу только для того, чтобы произвести на него впечатление. Также он сказал им, что на занятиях по технике и вооружению иностранных армий и флотов его политруки лгали ему и другим лётчикам об истинных тактико-технических характеристиках американских авианосцев и напрасно они их высмеивали.
Как на авиабазе, так и на авианосце он был озадачен простотой организации службы лётного состава ВВС и ВМС США, отсутствием круговой поруки, отсутствием такого количества мероприятий допуска и необходимости оформления разрешительных документов, которые требовались для советских лётчиков. Наблюдая взлёт и посадку самолётов на палубу авианосца, он отметил, что никогда не видел «столь согласованных и профессиональных действий технического состава, без чьих-либо приказаний и без того, чтобы кто-то орал на них в процессе».

#### Сотрудничество с разведывательными органами США

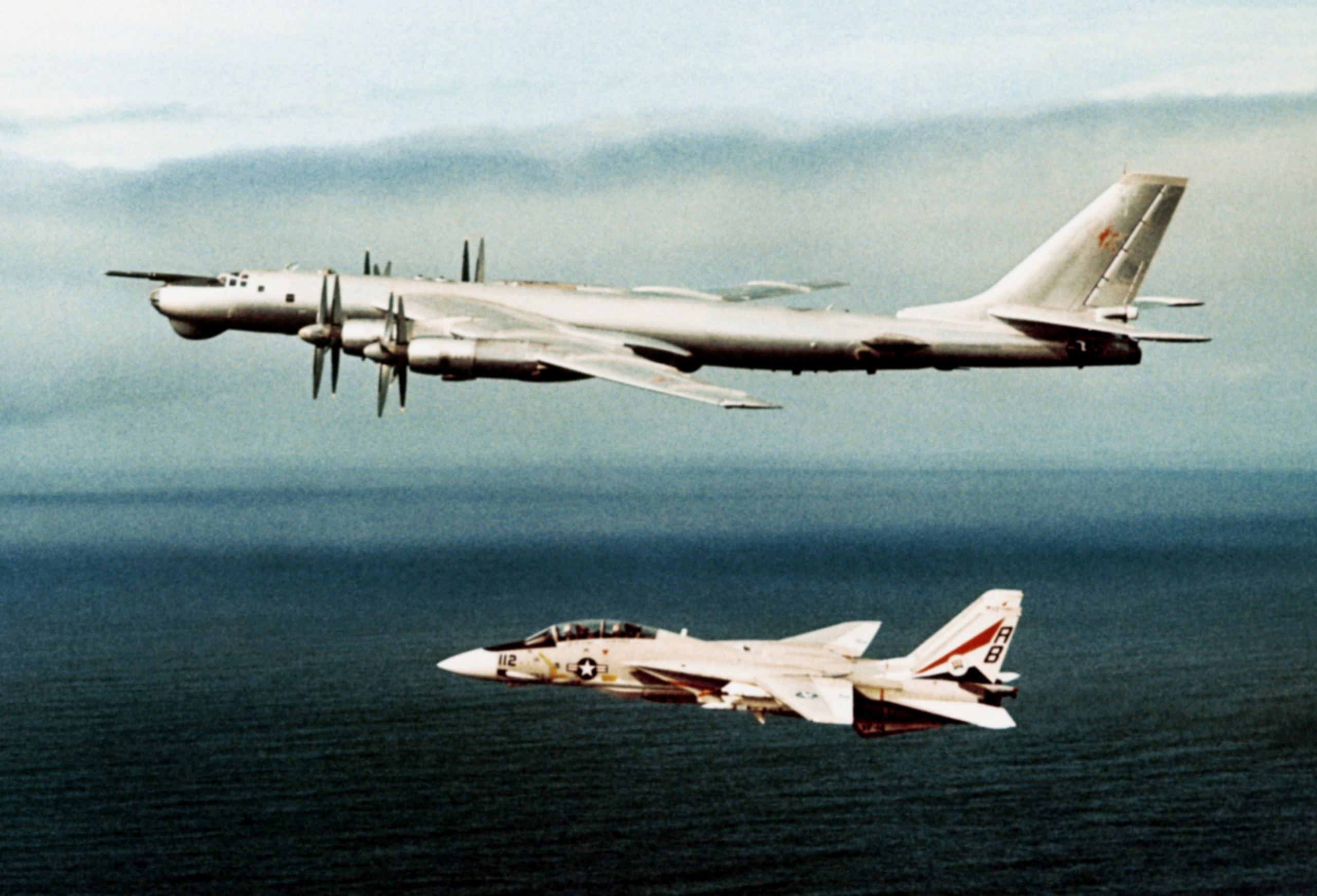
Советский бомбардировщик Ту-95 и американский истребитель VF-14, 1977 год

В период Холодной войны американские пилоты нередко сталкивались с советской авиацией, их интересовал взгляд на ситуацию с точки зрения советского пилота. С Беленко в первые месяцы его пребывания в США работали каждодневно, практически круглосуточно, не только сотрудники ЦРУ, но также специалисты по вопросам советской авиации из РУМО и РУ ВВС США, а также профессиональные доктора и психоаналитики (с целью установления его физического и психологического состояния, так как американские власти не сразу поверили в столь крупную удачу). Попутно с этим он начал изучать английский язык по программе учащихся колледжей и быстро достиг успехов на этом поприще, — это было необходимо для того, чтобы работавшие с ними сотрудники спецслужб могли обходиться без переводчиков. Как охарактеризовал его один из офицеров разведки, который с ним работал, кроме предоставления американцам передового советского истребителя с массой секретного оборудования на борту, он сам по себе был «золотой жилой» технической, тактической и оперативной информации о советской авиации. Помимо перечисленного, разведслужбы занялись уточнением картографической информации и топографических данных дальневосточных пунктов базирования советской авиации, организации службы, ежедневных мероприятий боевой учёбы и проверки боевой готовности, почасовой и поминутный график несения службы советскими лётчиками и т. д. Беленко сам был удивлён своей разноплановой осведомлённостью: «Я никогда не задумывался над тем, что, оказывается, я так много знаю». Через 3 месяца его пребывания в США сотрудники разведслужб говорили о том, что им потребуется не несколько месяцев, а как минимум ещё год на общение с Беленко для сбора всей интересующей их информации, — настолько ценным кадром он оказался для них.

#### Работа и личная жизнь
По прошествии некоторого времени Джордж Уиш, шефствующий над Беленко, посчитал своего подопечного достаточно адаптированным для самостоятельных поездок по стране и подарил тому ключи от своего автомобиля («Dodge Charger»), посоветовав: «Виктор, вылезай из Вашингтона и открой для себя Америку!» (Get out of Washington and find America for yourself). Беленко последовал совету и совершил поездку по стране, в которой встретил свою будущую жену, работавшую в то время официанткой в закусочной. Позже Уиш, уже будучи пенсионером, регулярно навещал своего бывшего подопечного.
Беленко большую часть времени проводил в Вашингтоне, где работал по совместительству на нескольких высокооплачиваемых должностях: консультантом федеральных правительственных структур по вопросам советской авиации и консультантом авиастроительных компаний военной промышленности, которым он помогал совершенствовать вооружение и бортовую аппаратуру американских военных самолётов для борьбы против советской авиации (как он позже сам признался, по его убеждению — «американские истребители — лучшие в мире»), снимался в рекламе для различных американских компаний, был приглашён читать лекции в американских военных учебных заведениях, нередко приглашался в качестве эксперта для телевидения и печатных средств массовой информации по различным вопросам (например, после уничтожения южнокорейского «Боинга» в советском воздушном пространстве, после начала расширения сети советских аэродромов и по другим поводам, затрагивающим вопросы авиации). В США он поддерживал дружеские отношения с бригадным генералом Чарльзом Йегером, с которым они вместе рыбачили, с членом пилотажной группы «Blue Angels» Эрни Кристенсеном и со многими инструкторами, преподавателями и выпускниками нескольких выпусков знаменитых лётных курсов истребительно-бомбардировочной авиации ВМС США (более известных как TOPGUN), а также со своими знакомыми из ЦРУ в период их работы там и после того, как они вышли на пенсию.

#### После укоренения на новом месте
На основе рукописи, написанной Беленко вскоре после натурализации в США, в литературной обработке американского писателя Джона Бэррона, на английском и русском языках в нескольких нью-йоркских книжных издательствах, — «Макгроу-Хилл» (на английском), «Ридерз дайджест пресс» (на английском) и через несколько лет позже в «Эффект паблишинг» (на русском), — вышла книга «Пилот МиГа», где описываются причины, побудившие его к перелёту за рубеж, а также подробности инцидента, описываемые с его точки зрения (в СССР книга в русскоязычном варианте, как и другие работы Бэррона, была доступна только в спецхране для лиц, имеющих соответствующий допуск). По признанию Беленко, Бэррон «проделал хорошую работу», чтобы сгладить чрезмерно эмоционально написанные автором пассажи о своей советской жизни и сделать их более понятными для рядовых американских читателей, которым, прежде всего, и адресовалась книга.

В 2000 году Беленко дал интервью американскому корреспонденту на авиашоу в штате Висконсин, США, в котором, в частности, сказал:

[В США] я встретился с космонавтом Игорем Волком. Он говорит: «Ты же вроде бы умер!», — я ответил: «Не так быстро». КГБ распространил слухи о моём убийстве, чтобы отбить охоту у других.
Оригинальный текст (англ.)[I met] a cosmonaut named Igor Volk. […] He says, "you supposed to be dead!" I said, 'not so fast', because the KGB spread rumor that I was killed -- so they could prevent other incidents and scare people.

Умер 24 сентября 2023 года в возрасте 76 лет после непродолжительной болезни, в штате Иллинойс, рядом с ним были его сыновья Том и Пол.

## Последствия побега
В официальных заявлениях советской пропаганды того времени, последствия не были оценены объективно, так как носили заказной характер. В частности, кроме заявлений о «морально-политическом уроне», побегу Беленко приписывали материальный ущерб СССР на сумму около 2 млрд рублей, поскольку пришлось в срочном порядке по всей стране менять аппаратуру системы опознавания «свой-чужой».

### Итоги расследования
Были изучены и вскрыты перегибы в действиях партийно-должностной элиты, принявшие к тому времени систематический характер и массовость. Например, равнодушие к жизни честно выполняющих свой долг офицеров на фоне личных карьерных мотивов (в частности, превращение выходных дней подчинённых в рабочие с целью быстро выделиться видимыми результатами).
К дисциплинарной ответственности (с получением выговоров, предупреждением о неполном служебном соответствии, понижением в звании и должности, переаттестацией и т. д.) были привлечены лица из числа старших и высших офицеров ПВО, которые были признаны ответственными за побег комиссией, проводившей расследование.
Военной коллегией Верховного суда СССР гражданин Беленко Виктор Иванович 1947 года рождения заочно осуждён по статье 64 УК РСФСР («Измена Родине») и приговорён к высшей мере наказания — расстрелу.

### Организационные мероприятия
Организационные мероприятия по итогам инцидента выразились в отстранении от полётов всех холостых, разведённых и других «морально неустойчивых» и ведущих «раскрепощённый образ жизни» лётчиков, и переводе их на другие должности, не связанные с пилотированием самолётов, — сверху было спущено указание выявить и отстранить их от лётной работы, а фамилии выдать наверх. Командирам авиачастей было приказано не жалеть никого, при малейшем сомнении «сдавать» заподозренных властям без колебаний. Всех попавших в разряд неблагонадёжных немедленно удалили от приграничных гарнизонов к новым местам несения службы на должностях лётно-подъёмного, технического и обслуживающего состава во внутренних районах страны. Некоторые из попавших «под раздачу» вообще были переведены в другие виды вооружённых сил и рода войск. Оргмероприятия, начатые вскоре после побега, продолжались ещё очень долго. Сослуживец Беленко, Виктор Подмолода в своей книге воспоминаний написал об этом следующее:

Позже меня перевели служить в Ростов. Поддерживая отношения с сослуживцами, я знал, что запущенный репрессивный каток продолжал «утюжить» человеческие судьбы и держать остальных лётчиков в страхе за свою лётную деятельность и служебную карьеру. <…> Проводимая «утюжка» призвана была, кроме страха, поддерживать в лётчиках и высокие морально-политические качества по придуманному ими [начальством] образцу. Требования к лётчикам были подняты на заоблачную высоту. Казалось, что они должны быть чище, чем сам Иисус Христос, и не могут посещать даже туалет.

### Стратегические последствия
По итогам анализа самолёта и опроса Беленко специалистами ЦРУ и ВВС США американские технические специалисты пришли к заключению, что МиГ-25 не годится для перехвата высотных разведчиков SR-71, в первую очередь, уступая ему по целому ряду лётно-технических характеристик, а скоростные параметры самолёта были в большей степени пропагандистским штампом для повышения его экспортной привлекательности, как «2-го самого быстрого самолёта на планете».
Как отмечает один из редакторов «Flightglobal» Стивен Тримбл, до 1976 года высшее военно-политическое руководство США не санкционировало разведвылетов SR-71 над советской территорией, поскольку не было уверено в том, что у СССР нет эквивалентных по своим качествам перехватчиков. Благодаря побегу Беленко эти опасения были развеяны.
Кроме того, американцам удалось ознакомиться с системой управления вооружением самолёта и получить достоверные технические данные о его реальных боевых возможностях, что было ценным приобретением в плане доводки собственных военных летательных аппаратов до уровня, позволяющего эффективно противостоять МиГам или даже превосходить их в том или ином аспекте. В плане баланса сил и их диспозиции, побег Беленко повлиял на перераспределение авиапарка истребителей-перехватчиков в рамках вооружённых сил стран Восточного блока, — в то время как для нужд ВВС и истребительной авиации ПВО СССР интенсифицировалась разработка новых перехватчиков, МиГ-25 было решено спешно экспортировать в соцстраны и страны социалистической ориентации, пока он не устарел окончательно. Косвенно, побег Беленко повлиял на ход работ (в сторону интенсификации) и ускорил принятие на вооружение МиГ-31.
Более того, Беленко сообщил американцам о том, что ему удалось выяснить от сослуживцев и вышестоящего начальства о модифицированной модели МиГ-25, которая ещё не поступила в войска, а именно, её усовершенствованные радиолокационные средства и система управления полётом самолёта, более мощный авиадвигатель и новая авиапушка с вращающимся блоком стволов.
Другим немаловажным следствием побега Беленко стало возобновление полемики вокруг авиационных систем радиолокационного обнаружения и наведения (рус. АВАКС). Несрабатывание системы раннего обнаружения в Японии, позволившее советскому боевому самолёту пролететь незамеченным наземными средствами системы ПВО, привело к дебатам о возобновлении переговоров на межгосударственном уровне по Договору о взаимодействии и безопасности между США и Японией, а также в рамках НАТО и других военно-политических блоков, относительно закупок американских самолётов ДРЛО с оборудованием указанного типа для стран-партнёров США по военным блокам.

### Внешнеэкономические последствия
Советское руководство пыталось осуществить нажим на Японию, угрожая в случае невозврата пилота вместе с самолётом прервать в одностороннем порядке выполнение им договорных обязательств по двусторонним внешнеторговым соглашениям, в частности, закрыть доступ для японских инвестиций в советскую экономику и народно-хозяйственный комплекс, прекратить японское участие в строительстве предприятий советской деревообрабатывающей, целлюлозно-бумажной промышленности, обмене технологиями ядерной энергетики и др. Это сразу отразилось на инвестиционном климате. В долгосрочном плане, экономические последствия возникшей напряжённости (и убытки СССР из-за позиции, занятой советским руководством) ещё длительное время давали о себе знать в советско-японской торговле. Но несмотря на целый ряд шагов со стороны советского руководства, в японских деловых кругах всячески стремились к сохранению партнёрских отношений с СССР.
Возвращая самолёт в СССР, Япония выставила счёт в $40 тыс. за организацию непредусмотренной стоянки иностранного самолёта в японском аэропорту, оплату услуг охраны, технического обслуживания, транспортировки и другие расходы, включая ремонт повреждений аэродромной инфраструктуры, имевших место во время приземления самолёта. Счёт советской стороной оплачен не был.

### Последствия в сфере культурного сотрудничества
Для деятелей советского искусства и эстрады побег Беленко надолго закрыл дорогу в Японию. У советских музыкальных коллективов сорвались гастроли в Японии, даже у тех из них, которые уже получили советские выездные и японские въездные визы, и буквально «сидели на чемоданах», — гастроли были отменены без разъяснения причин органами управления советской эстрады. Популярная певица Людмила Барыкина и композитор Юрий Саульский были приглашены японской стороной незадолго до побега Беленко в качестве особо званых гостей на международный конкурс эстрадной песни в Японии, уже прошли собеседование и проверку в органах госбезопасности на предмет отсутствия мотивов во время конкурса остаться за рубежом, тем не менее, советскими властями им было в этом отказано и на прошедшем вскоре конкурсе Советский Союз никто не представлял.

### «Месяц бегства»
См. также: Сентябрь 1976 года
Лето и осень 1976 года выдались насыщенными разнообразными авиационными инцидентами для СССР и стран социалистической ориентации, куда недавно прибыли советские самолёты.
14 июня лётчик САВВС флайт-лейтенант Махмуд Муслех Ясин перелетел на своём МиГ-23 из Сирии в Ирак, а 17 июля (за 50 дней до побега Беленко) другой сирийский лётчик, прославленный герой Войны Судного дня капитан Абдул Кадар аль-Терманини сбежал туда же на МиГ-21.
Через 17 дней после успешного побега Беленко, 23 сентября 1976 года сбежал на самолёте Ан-2 в Иран списанный из боевой авиации на работу в гражданскую авиапочту лейтенант запаса Валентин Зосимов.
В «Нью-Йорк Таймс» сентябрь 1976 года был назван «национальным месяцем бегства» из СССР (National Defection Month).
Чтобы предотвратить надвигающуюся «эпидемию бегства» лётчиков за рубеж, советское руководство организовало беспрецедентный по своему накалу и озвученным угрозам нажим на иранское руководство, который не имел аналогов в истории советско-иранских отношений, открыто угрожая в случае их отказа или промедления в выдаче лётчика поддержать деньгами и начать поставки советского вооружения и военной техники курдским сепаратистам и повстанцам из антиправительственной оппозиции, а один из высокопоставленных советских дипломатов в Иране прозрачно намекнул Шаху, что «советско-иранская граница слишком длинная, чтобы предотвратить случаи её перехода в ту или иную сторону местными партизанами».
Иранский Шах Мохаммед Реза Пехлеви пошёл на попятную и распорядился выдать Зосимова советской стороне во избежание усугубления межгосударственных отношений, несмотря на то, что за Зосимова заступились несколько международных правозащитных организаций, а Верховный комиссар ООН по делам беженцев принц Садруддин Ага-хан лично призвал предоставить Зосимову политическое убежище и не выдавать СССР.
Косвенно, это событие (выдачу лётчика СССР) связывали с бегством Беленко, ибо при иных обстоятельствах угон старого почтового самолёта мог пройти незамеченным, но Зосимова, по всей вероятности, обнадёжил успех его предшественника, который к тому времени уже был в США.

### Обобщение опыта работы с перебежчиками
Когда у Беленко брал интервью корреспондент «Голоса Америки», тот сказал ему: «Дайте мне 10 минут эфирного времени, и через неделю будет ещё как минимум 6 самолётов», — Беленко, имея опыт лётного инструктора, предполагал озвучить в эфире для молодых советских лётчиков координаты ближайших японских аэродромов и алгоритм действий, как им обойти советские станции радиолокационного обнаружения, а также другие практические рекомендации и напутствие человека, которому удалось сбежать, чтобы воодушевить колеблющихся к совершению побега. При этом он вовсе не собирался описывать в эфире субъективные подробности «сладкой жизни» в США, только технические вопросы перелёта за пределы СССР. Однако такая массовость выходила за рамки практической потребности США в советских перебежчиках, и Беленко было отказано в записи радиообращения к советским лётчикам (из соображений экономии средств, так как на каждого советского военнослужащего перебежчика по установленной бюрократической процедуре полагалось израсходовать минимум по 1.000.000 долларов американских налогоплательщиков только на регулярную смену места жительства, не говоря о сопутствующих расходах).
В процессе слушаний по данному вопросу перед постоянным следственным подкомитетом Сената США стало известно, что как «Голос Америки», так и радио «Свобода» (а равно и британская «Би-би-си», и другие крупнейшие информагентства) ограничены вышестоящими инстанциями в своих возможностях к ведению информационной работы, им дана установка не провоцировать свою аудиторию к бегству из СССР и соцстран, в частности, им категорически запрещается озвучивать в эфире интервью с перебежчиками, содержащие конкретные пути и способы бегства, а также подробности о дальнейшем предоставлении им убежища, — соответствующие фрагменты из интервью удалялись редакторами программ. Свидетельствуя перед следственным подкомитетом, другой советский перебежчик Лев Альбурт, приведя в пример случай Беленко и свой собственный, предлагал американскому правительству снять указанный запрет, так как, по его мнению, указанное табу подрывало доверие к западным средствам массовой информации среди регулярно слушающей их части населения СССР и соцстран.
После натурализации и получения гражданства, выучив в достаточной степени язык официального делопроизводства, Беленко направил американским властям составленные им методические рекомендации относительно организации работы с советскими перебежчиками для наибольшей продуктивности и эффекта от этой деятельности для пользы США, где акцентировал внимание на необходимости индивидуального подхода к каждому беглецу и других аспектах проблемы, призвал предоставить ЦРУ более широкие полномочия по работе в этом направлении. Говоря о других перебежчиках, Беленко предостерёг американские власти от примитивной аргументации и мотивации в духе: «Получилось у Беленко, получится и у тебя», — по его мнению, такие доводы не годятся, так как он, в отличие от многих других перебежчиков, которые пошли на побег полусознательно, находясь в отчаянном положении, под давлением тех или иных обстоятельств, шёл к побегу совершенно осознанно и на момент своего перелёта был готов не только к побегу, но и к адаптации к американскому образу жизни и естественной интеграции в американское общество, видел себя полноценным американским гражданином и избирателем на своей новой родине.

## Фильмы и книги
Фильмы
- «Пункт назначения — Токио» (Destination Tokyo), документальный англоязычный (1977)

Книги
- «Пилот МиГа: Побег лейтенанта Беленко» (MiG Pilot: The Final Escape of Lieutenant Belenko), авт. Джон Бэррон, изд-во Effect Publishing, на англ. и русском яз. (1986).

## Комментарии
1. ↑  В западных источниках указывается аэродром Сухановка вблизи одноименного населённого пункта[4]. В качестве места постоянного базирования указывается аэродром Сахаровка[5].